# Laetia procera
Laetia procera (Poepp.) Eichler – gatunek roślin z rodziny wierzbowatych (Salicaceae Mirb.). Występuje naturalnie na obszarze od Gwatemali aż po Brazylię oraz na Antylach.

## Rozmieszczenie geograficzne
Rośnie naturalnie w Gwatemali, Belize, Hondurasie, Nikaragui, Kostaryce, Panamie, Kolumbii, Ekwadorze, Peru, Boliwii, Wenezueli, Gujanie, Surinamie, Gujanie Francuskiej, Brazylii, Dominikanie oraz na Portoryko. W Brazylii został zaobserwowany w stanach Acre, Amazonas, Amapá, Pará, Rondônia, Roraima, Maranhão, Mato Grosso do Sul oraz Mato Grosso. 

## Morfologia
PokrójZimozielone drzewo dorastające do 8–30 m wysokości.
LiścieMają podłużny kształt. Mierzą 9–17 cm długości i 3,5–5 cm szerokości. Są skórzaste. Nasada liścia jest ucięta lub prawie sercowata. Liść na brzegu jest całobrzegi lub piłkowany. Wierzchołek jest ogoniasty. Ogonek liściowy jest nagi i dorasta do 13 cm długości.
KwiatySą zebrane po 15–30 w pęczkach. Rozwijają się w kątach pędów. Działki kielicha są podłużne i mierzą do 3 mm długości. Kwiaty mają 15–20 pręcików.
OwocePodłużne torebki osiągające 15 mm długości.

## Biologia i ekologia
Rośnie w lasach na terenach nizinnych.

## Zastosowanie
Wyniki badań dowiodły, że ekstrakt z kory pnia tej rośliny ma działanie przeciwko leiszmaniozie oraz zarodźcowi sierpowemu (Plasmodium falciparum), który wywołujące malarię u ludzi.